# سابر اینتراکتیو
سابر اینتراکتیو (انگلیسی: Saber Interactive) شرکت بازی ویدئویی آمریکایی است، که در سال ۲۰۰۱ تأسیس شد.